# Piophila stylata
Piophila stylata är en tvåvingeart som först beskrevs av Becker 1914.  Piophila stylata ingår i släktet Piophila och familjen ostflugor.
Artens utbredningsområde är Tanzania. Inga underarter finns listade i Catalogue of Life.